# 大光天朝
大光天朝，是指1978年至1979年期间在安徽定远县，由张飞龙为首成立的一个秘密结社政权。1979年5月15日，该组织所有成员均落网。